# María Eva Istúriz García
María Eva Istúriz García (Pamplona, 14 de julio de 1965) es una ecofeminista Navarra, técnica de Igualdad y directora gerente del Instituto Navarro para la Igualdad.

## Biografía
Nació en Pamplona en 1965. Es licenciada en Geografía e Historia por la Universidad de Zaragoza (1988).
Desde el año 2002 ha desarrollado su actividad profesional como consultora en la empresa AECUO, asistiendo en materia de igualdad a distintos municipios navarros y entidades tanto públicas como privadas. Realizó el máster en Agente de Igualdad de Oportunidades por la Universidad de Valencia (2012), y cuenta con formación especializada en políticas públicas de igualdad y violencia contra las mujeres. Es especialista en la integración de la igualdad de oportunidades dentro de proyectos de desarrollo sostenible y Agenda Local 21. Desde 2008 trabaja como técnica de Igualdad del ayuntamiento de Ansoáin.
Desde septiembre del 2019, es directora gerente del Instituto Navarro para la Igualdad (INAI) del Departamento de Presidencia, Igualdad, Función Pública e Interior. antes fue presidenta de la Asociación Profesional de Agentes de Igualdad de Navarra (Apaiona-Nabale).
Colabora como docente en el Título Propio Experta/o en Género y de Educación para el desarrollo de la Universidad Pública de Navarra y en distintos cursos en materia de igualdad en la Universidad de la Rioja. Además, ha presentado diversas ponencias en congresos internacionales de género y feminismos en la Universidad de Valladolid y la Universidad Autónoma de Barcelona.

## Vida personal
Está casada y es madre de dos hijos.